# Skutni zavitek
Skutni zavitek (nemško Topfenstrudel, Quarkstrudel, madžarsko Túrós rétes) je zavitek, ki izvira iz ozemlja Avstro-Ogrske, in je podoben jabolčnemu zavitku.
Skutni zavitek je polnjen s skuto, ki ji je pogosto dodana smetana. Druge pogoste sestavine so tudi jajca, sladkor, rozine in začimbe, kot je vanilija. Zmes zvijemo v testo za zavitek, primerno pa je tudi listnato testo. Zavitek lahko pripravimo v pekaču ali na namaščenemu pekaču. V Avstriji se skutni zavitek pogosto jé z vanilijevo omako.